# Avraham Schochat

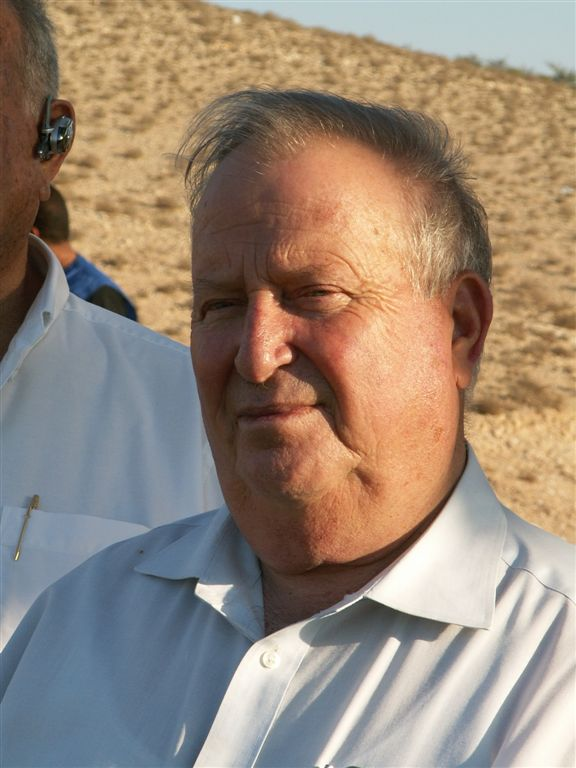
Avraham Schochat

Avraham (Beige) Schochat (hebräisch אברהם שוחט‎, * 14. Juni 1936 in Tel Aviv; † 28. Februar 2024 ebenda) war ein israelischer Politiker (Avoda).

## Leben
Schochat hatte einen Abschluss als Bauingenieur des Technion in Haifa.
Anfang der 60er Jahre gehörte Schochat zu den Gründern der Siedlung Arad. Später war er erster Bürgermeister von Arad. 1984 wurde er in die Knesset (später Mitglied der Avoda) gewählt, wo er sich v. a. im Hinblick auf Wirtschaftsfragen profilierte. Zeitweilig stand er der Finanzkommission vor.
Für das zweite Kabinett Rabin wurde Schochat 1992 als Finanzminister berufen. Dieses Amt übte er bis zum Wahlsieg Benjamin Netanjahus 1996 aus, danach erneut in der Regierung Barak von 1999 bis zu deren Sturz 2001.
Seine politische Haltung stand dem Zentrum des politischen Spektrums nahe. So stimmte er gegen Ende der Regierung Barak für den Clinton-Plan, allerdings unter der Voraussetzung, dass die Palästinenser ausdrücklich auf ein Rückkehrrecht nach Israel verzichten.
Als Finanzminister führte er den Markt in eine Zeit des Wachstums. Seine Gegner machten ihn verantwortlich für die folgenden Zeiten der Rezession und dafür, dass er vorschnell Forderungen nach Lohnerhöhungen nachgegeben habe. In seiner ersten Amtszeit erfreute er sich daher großer Popularität, in seiner zweiten Amtszeit dagegen erhielt er den Spitznamen „Beige Habenichts“. Er bemühte sich, in Israel auch eine Besteuerung von Kapital einzuführen, insbesondere ist sein Vorschlag, eine Börsensteuer einzuführen, erinnerlich – ein Vorschlag der später von Rabin abgelehnt wurde. Die Beziehungen zum Leiter israelischen Zentralbank, Jacob A. Frenkel, waren eher kühl aufgrund von Auseinandersetzungen über die eher konservative Zinspolitik des letzteren.
Am 9. Februar 2005 gab Schochat seinen Rückzug aus dem politischen Leben bekannt. Schließlich beschloss er, diesen Rückzug um einige Monate zu verschieben, um in der Kommission zur Ernennung von Richtern die Mehrheit gegen die Berufung Ruth Gavisons an den Obersten Gerichtshof Israels (BaGaTz) zu behalten. Schochat verließ die Knesset endgültig am 11. Januar 2006.
Im November 2006 wurde Schochat zum Vorsitzenden der Kommission zur Prüfung des höheren Bildungswesens in Israel ernannt.
In den letzten Jahren lebte Schochat in Tel Aviv. Er war mit der Tochter des dritten israelischen Ministerpräsidenten Levi Eschkol verheiratet und Vater dreier Kinder.
Schochat starb Ende Februar 2024 in Tel Aviv.